# Juigné-des-Moutiers

Juigné-des-Moutiers este o comună în departamentul Loire-Atlantique, Franța. În 2009 avea o populație de 340 de locuitori.